# Nouveau Parti de la libération populaire (Montserrat)
Le New People's Liberation Party (Nouveau Parti de la libération populaire) est un parti politique de Montserrat, membre de l’Union démocrate caribéenne.